# Cyber Troopers Virtual-On Force
Cyber Troopers Virtual-On Force (電脳戦機バーチャロン フォース, Dennō Senki Bācharon Fōsu) est un jeu vidéo de combat développé et édité par Sega, sorti en 2001 sur borne d'arcade et Xbox Live Arcade.

## Accueil
- Eurogamer : 7/10[1]